# Helix – Es ist in deiner DNA
Helix – Es ist in deiner DNA ist ein kanadischer Film von Eric Petey. Der Film erschien 2015.

## Handlung
In der Zukunft ist Vancouver eine Ruinenstadt, ausgelöst durch den Klimawandel, der zu Überschwemmungen von Hafenstädten und zur Zerstörung der Umwelt führt. In Vancouver ist die Bevölkerung in zwei Sektoren eingeteilt. In Sektor 1 lebt der wohlhabende kapitalistische Teil der Bevölkerung im Überfluss. In Sektor 2 lebt der verarmte Teil und kämpft um lebensnotwendige Ressourcen, Wasser und sein Überleben. Der Polizist Aiden Magnusson klärt ein Verbrechen in Sektor 2 auf, wird daraufhin in Sektor 1 befördert und hat damit ein auskömmliches Leben. Nach mehreren Vorkommnissen kritisiert er die staatliche Polizei. Dadurch wird die Regierung auf ihn aufmerksam. Im Laufe der Geschichte wird ihm ein Mord angehängt, und Aiden muss für den Beweis seiner Unschuld in Sektor 2 zurück.